# Robert Jícha
Robert Jícha (* 17. září 1976 Brno) je český zpěvák, herec a moderátor.
Vystudoval gymnázium a v roce 2000 muzikálové herectví na Divadelní fakultě Janáčkovy akademie múzických umění v Brně. Zde roku 1999 absolvoval v titulní roli Thyla Ulenspiegla ve stejnojmenné hře Grigorije Gorina.

## Role v Městském divadle Brno
- István – Cikáni jdou do nebe
- Gad – Josef a jeho úžasný pestrobarevný plášť
- Princ – Sněhurka a sedm trpaslíků
- Ježíš Nazaretský – Jesus Christ Superstar
- Rugby – Brouk v hlavě
- Enjolras, Feuilly – Les Misérables (Bídníci)
- Neil – Výkřiky do tmy
- Gerold – Papežka
- Nikola Šuhaj – Koločava
- Saša – Šumař na střeše
- Bedřich Škoda – My Fair Lady (ze Zelňáku)
- Ramón – Zorro
- Vašnosta Brum – Cats
- Mal Beineke – The Addams Family